# Onda Regional de Murcia
Onda Regional de Murcia est une station de radio publique espagnole appartenant au groupe Radiotelevisión de la Región de Murcia, entreprise dépendant du gouvernement autonome de la région de Murcie. Elle est affiliée à la fédération des organismes de radio et de télévision des autonomies, une association professionnelle regroupant les principales chaînes de radio et de télévision régionales publiques du pays.

## Présentation
Onda Regional de Murcia naît le 6 décembre 1990, jour de la Constitution espagnole. Elle est alors une branche du groupe Radio Televisión Murciana, créé en 1988. En 1994, elle acquiert son autonomie et prend le nom de Onda Regional de Murcia. Station de format généraliste, elle mêle informations (centrées sur la région de Murcie), émissions de divertissement, programmes sportifs, magazines et musique, tout styles confondus. Basée à Murcie, elle gère plusieurs bureaux régionaux à Cartagène, Lorca, Yecla et Caravaca de la Cruz, ainsi qu'une représentation à Madrid. Ses effectifs étaient de 60 personnes en 2009.
Onda Regional de Murcia dispose d'un réseau d'émetteurs en modulation de fréquence (FM) lui permettant de couvrir l'ensemble de la région de Murcie. Elle est également reprise par la TDT (télévision numérique terrestre espagnole) sur le canal 29 ou 60 (selon les zones) et peut être écoutée dans le monde entier par internet.

### Sources
- (es) Cet article est partiellement ou en totalité issu de l’article de Wikipédia en espagnol intitulé « Onda Regional de Murcia » (voir la liste des auteurs).